# Centro histórico pombalino de Vila Real de Santo António
O Centro Histórico Pombalino de Vila Real de Santo António, também referido como Núcleo Pombalino de Vila Real de Santo António e Construcoes Pombalinas de Vila Real de Santo António, resulta da iniciativa do Marquês de Pombal, que em 1774 decidiu reordenar a antiga povoação de Santo António da Arenilha, destruída pelas ondas no século XVI ou XVII, povoando esta zona de fronteira. As edificações foram construídas em apenas 5 meses.
A Praça Marquês de Pombal é o centro da cidade, onde se situam a Igreja Matriz, a Câmara Municipal e um obelisco, sobre piso radeado com calçada portuguesa. O conjunto foi desenhado pelo arquitecto Reinaldo Manuel dos Santos. Nas direcções cardeais desenvolvem-se as ruas em perfeita quadrícula, com arquitectura uniforme.
O Centro Histórico Pombalino está classificado como Conjunto de Interesse Público desde 2011.